# Wspinaczka sportowa na Plażowych Igrzyskach Azjatyckich 2012
Podczas III Plażowych Igrzysk Azjatyckich rozegrano osiem konkurencje we wspinaczce sportowej - po cztery męskie i żeńskie. Zawody odbywały się w dniach od 17 do 20 czerwca 2012 r. 

## Medaliści

### Mężczyźni
| Konkurencja        | Złoty                                                            | Srebrny                                         | Brązowy                                                        |
| Bouldering         | Japonia (JPN) Atsushi Shimizu                                    | Japonia (JPN) Tsukuru Hori                      | Korea Południowa (KOR) Min Hyun-bin                            |
| Prowadzenie        | Korea Południowa (KOR) Min Hyun-bin                              | Japonia (JPN) Sachi Amma                        | Korea Południowa (KOR) Park Ji-hwan                            |
| Wspinaczka na czas | Chiny (CHN) Zhong Qixin                                          | Indonezja (INA) Rindi Sufriyanto                | Chiny (CHN) Zhang Ning                                         |
| Sztafeta na czas   | Indonezja (INA) Galar Pandu Asmoro Tonny Mamiri Rindi Sufriyanto | Chiny (CHN) Li Guangdong Zhang Ning Zhong Qixin | Korea Południowa (KOR) Cho Seung-woon Kim Ja-bee Sim Seol-been |

### Kobiety
| Konkurencja        | Złoty                                      | Srebrny                                                         | Brązowy                                              |
| Bouldering         | Korea Południowa (KOR) Kim Ja-in           | Japonia (JPN) Akiyo Noguchi                                     | Korea Południowa (KOR) Sa Sol                        |
| Prowadzenie        | Korea Południowa (KOR) Kim Ja-in           | Korea Południowa (KOR) Han Seu-ran                              | Japonia (JPN) Yuka Kobayashi                         |
| Wspinaczka na czas | Chiny (CHN) Wang Yang                      | Chiny (CHN) He Cuilian                                          | Indonezja (INA) Evi Neliwati                         |
| Sztafeta na czas   | Chiny (CHN) He Cuilian Pan Xuhua Wang Yang | Indonezja (INA) Evi Neliwati Ita Triana Purnamasari Tita Supita | Korea Południowa (KOR) Han Seu-ran Kim Youn-a Sa Sol |

## Tabela medalowa
| Poz.    | Państwo         | Złoto | Srebro | Brąz | Łącznie |
| ------- | --------------- | ----- | ------ | ---- | ------- |
| 1       | Chiny (CHN)     | 3     | 2      | 1    | 6       |
| 2       | Korea Pd. (KOR) | 3     | 1      | 5    | 9       |
| 3       | Japonia (JPN)   | 1     | 3      | 1    | 5       |
| 4       | Indonezja (INA) | 1     | 2      | 1    | 4       |
| Łącznie | Łącznie         | 8     | 8      | 8    | 24      |